# Ahualoa
Ahualoa (Hawaïaans: ʻĀhualoa) is een gemeentevrij gebied in de Amerikaanse staat Hawaï. De dichtstbijzijnde plaats is Honokaa.

## Overleden
- Erik Hazelhoff Roelfzema (1917-2007), Nederlands verzetsstrijder, oorlogspiloot, radiomedewerker en schrijver